# L'avaro (Goldoni)
L'avaro è una commedia in un solo atto scritta da Carlo Goldoni nel 1756. Si tratta di una rivisitazione dell'omonima commedia di Molière (a sua volta ispirata all'Aulularia di Plauto) realizzata per l'amico Francesco Albergati Capacelli, che era solito recitare con una compagnia di comici dilettanti nella sua villa di Zola Predosa.
Per il teatro privato dell'Albergati, Goldoni ideerà negli anni a seguire  Il cavaliere di spirito, La donna bizzarra, L'apatista o sia L'indifferente, L'osteria della posta e La burla retrocessa nel contraccambio.

## Trama
La commedia si svolge a Pavia, all'interno della casa di Don Ambrogio. È, questi, un vecchio avaro (così come Carlo Goldoni stesso lo definisce) il cui unico figlio è venuto a mancare da ormai un anno. Presso la sua dimora vive, trattata come una figlia, Donna Eugenia, la nuora. Ad essa Don Ambrogio dice d'esser molto affezionato, ma sebbene costei sia per lui larga fonte di dispendio (lo troviamo, infatti, a principio della commedia, a rimuginar sulle spese della donna) non ha interesse di maritarla per non distaccarsi dalla di lei dote.
Vi sono, però, tre pretendenti che anelano ad un matrimonio con la giovane vedova: in primo luogo il Conte Filiberto dell'Isola ed il Cavalier Costanzo degli Alberi. Costoro hanno già avuto modo di dichiararsi a Donna Eugenia e già godono delle benevolenze di quest'ultima la quale, tuttavia, si riserva di dar loro una risposta, precisando d'essere ancora sotto la potestà del suocero e, di conseguenza, in obbligo di rimettersi soltanto alla sua decisione. Il terzo pretendente è Don Ferdinando, un giovane studente di Mantova, amico del defunto figlio di Don Ambrogio, che per terminar gli studi ha sino ad ora soggiornato presso questa dimora. Don Ferdinando è timido, modesto di carattere e di buona famiglia e, cosa ancor più importante, non è assolutamente interessato alla dote di Donna Eugenia come, invece, pare lo siano il Conte e il Cavaliere. Oltretutto non ha mai avuto il coraggio di dichiarare alla giovane vedova i propri sentimenti.
Quando i tre uomini si recheranno (in separati momenti) a domandare a Don Ambrogio la mano della bella Eugenia, solamente Don Ferdinando riuscirà ad entrare nelle grazie del vecchio avaro, proponendosi immediatamente di prender Donna Eugenia senza dote alcuna. Don Ambrogio, felice di non doversi separare da quel piccolo tesoro, accetta senza alcuna rimostranza il matrimonio tra i due e suggerisce al ragazzo di raggiungere Eugenia e comunicarle la decisione presa. E in fretta, anche, dal momento che proprio quel giorno il giovane è in procinto di tornar a Mantova dalla propria famiglia. È Don Ambrogio, però, a recarsi per primo dalla nuora, annunciandole che giungerà, di lì a poco, colui al quale è stato deciso ch'ella verrà data in seconde nozze.
Tuttavia, quando Don Ferdinando si decide a recarsi presso Eugenia per cercare di comunicarle il fatto, non riesce a dir quasi nulla: il Conte ed il Cavaliere lo hanno preceduto e sono intenti a commentare con asprezza il trattamento loro riservato da Don Ambrogio in seguito alle domande di matrimonio presentategli poc'anzi. Donna Eugenia, scaltra come la maggior parte delle figure femminili goldoniane, riesce ad intendere quanto Ferdinando vorrebbe dirle e, con tatto, riesce a trarlo d'impiccio spiegando agli astanti che il ragazzo è lì soltanto per comunicarle la propria partenza e chiederle consiglio sulla donna di cui s'è innamorato. Rivolgendosi al mantovano, con garbo, gli consiglia di partir a cuor leggero, aggiungendo che colei per cui egli trepida lo stima molto ma non ne è innamorata.
Il guazzabuglio verrà concluso da una trovata del Cavaliere Costanzo degli Alberi che proporrà la più vantaggiosa delle soluzioni: la dote resterà nelle mani di Don Ambrogio fin quando egli avrà vita; alla di lui morte, eleggendo la vedova come sua erede universale, la dote ed i suoi frutti verranno completamente restituiti alla donna. Di questa risoluzione Don Ambrogio è felicissimo, e dacché il Cavaliere si propone quale galantuomo realmente interessato a maritarsi con la bella Eugenia, verrà ben presto stipulato il contratto matrimoniale con buona pace di tutti, men che di uno stizzito Conte Filiberto.